# Where Do We Go? World Tour
De Where Do We Go? World Tour is de aanstaande vierde concerttournee van de Amerikaanse singer-songwriter Billie Eilish, ter ondersteuning van haar debuutalbum When We All Fall Asleep, Where Do We Go?. De tour begon op 9 maart 2020 in de American Airlines Arena in Miami zou volgens de oorspronkelijke planning eindigen op 30 juli 2020 in The O2 Arena in Londen. Echter werd na 3 concerten de resterende uitgesteld tot nader te bepalen data wegens de coronapandemie.

## Achtergrond
De tour werd officieel aangekondigd via het Instagram-account van Eilish op 27 september 2019. Eilish plaatste een foto samen met de tourdata en locaties.

## Shows
| Datum           | Stad           | Land                | Plaats                  | Opkomst       | Opbrengst     |
| Noord-Amerika   | Noord-Amerika  | Noord-Amerika       | Noord-Amerika           | Noord-Amerika | Noord-Amerika |
| --------------- | -------------- | ------------------- | ----------------------- | ------------- | ------------- |
| 9 maart 2020    | Miami          | Verenigde Staten    | American Airlines Arena | —             | —             |
| 10 maart 2020   | Orlando        | Verenigde Staten    | Amway Center            | —             | —             |
| 12 maart 2020   | Raleigh        | Verenigde Staten    | PNC Arena               | —             | —             |
| NTB             | Philadelphia   | Verenigde Staten    | Wells Fargo Center      | —             | —             |
| NTB             | New York       | Verenigde Staten    | Madison Square Garden   | —             | —             |
| NTB             | Newark         | Verenigde Staten    | Prudential Center       | —             | —             |
| NTB             | Washington     | Verenigde Staten    | Capital One Arena       | —             | —             |
| NTB             | Boston         | Verenigde Staten    | TD Garden               | —             | —             |
| NTB             | New York       | Verenigde Staten    | Barclays Center         | —             | —             |
| NTB             | Detroit        | Verenigde Staten    | Little Caesars Arena    | —             | —             |
| NTB             | Chicago        | Verenigde Staten    | United Center           | —             | —             |
| NTB             | Indianapolis   | Verenigde Staten    | Bankers Life Fieldhouse | —             | —             |
| NTB             | Nashville      | Verenigde Staten    | Bridgestone Arena       | —             | —             |
| NTB             | Saint Louis    | Verenigde Staten    | Enterprise Center       | —             | —             |
| NTB             | Omaha          | Verenigde Staten    | CHI Health Center Omaha | —             | —             |
| NTB             | Denver         | Verenigde Staten    | Pepsi Center            | —             | —             |
| NTB             | Inglewood      | Verenigde Staten    | The Forum               | —             | —             |
| NTB             | Inglewood      | Verenigde Staten    | The Forum               | —             | —             |
| NTB             | Inglewood      | Verenigde Staten    | The Forum               | —             | —             |
| NTB             | San Francisco  | Verenigde Staten    | Chase Center            | —             | —             |
| NTB             | Sacramento     | Verenigde Staten    | Golden 1 Center         | —             | —             |
| NTB             | Tacoma         | Verenigde Staten    | Tacoma Dome             | —             | —             |
| NTB             | Vancouver      | Canada              | Rogers Arena            | —             | —             |
| Latijns-Amerika |                |                     |                         |               |               |
| NTB             | Guadalajara    | Mexico              | Arena VFG               | —             | —             |
| NTB             | Mexico-Stad    | Mexico              | Palacio de los Deportes | —             | —             |
| NTB             | São Paulo      | Brazilië            | Allianz Parque          | —             | —             |
| NTB             | Rio de Janeiro | Brazilië            | Jeunesse Arena          | —             | —             |
| NTB             | Buenos Aires   | Argentinië          | DirecTV Arena           | —             | —             |
| NTB             | Buenos Aires   | Argentinië          | DirecTV Arena           | —             | —             |
| NTB             | Santiago       | Chili               | Movistar Arena          | —             | —             |
| NTB             | Bogotá         | Colombia            | Movistar Arena Bogotá   | —             | —             |
| Europa          |                |                     |                         |               |               |
| NTB             | Madrid         | Spanje              | Mad Cool Festival       | —             | —             |
| NTB             | Lissabon       | Portugal            | NOS Alive               | —             | —             |
| NTB             | Amsterdam      | Nederland           | Ziggo Dome              | —             | —             |
| NTB             | Berlijn        | Duitsland           | Mercedes-Benz Arena     | —             | —             |
| NTB             | Keulen         | Duitsland           | Lanxess Arena           | —             | —             |
| NTB             | Rho            | Italië              | Milano Rocks            | —             | —             |
| NTB             | Parijs         | Frankrijk           | Hippodrome De Longchamp | —             | —             |
| NTB             | Antwerpen      | België              | Sportpaleis Antwerpen   | —             | —             |
| NTB             | Manchester     | Verenigd Koninkrijk | Manchester Arena        | —             | —             |
| NTB             | Manchester     | Verenigd Koninkrijk | Manchester Arena        | —             | —             |
| NTB             | Birmingham     | Verenigd Koninkrijk | Arena Birmingham        | —             | —             |
| NTB             | Londen         | Verenigd Koninkrijk | O2 Arena                | —             | —             |
| NTB             | Londen         | Verenigd Koninkrijk | O2 Arena                | —             | —             |
| NTB             | Londen         | Verenigd Koninkrijk | O2 Arena                | —             | —             |
| NTB             | Londen         | Verenigd Koninkrijk | O2 Arena                | —             | —             |
| Totaal          | Totaal         | Totaal              | Totaal                  | —             | —             |